# Selska Gora
Selska Gora – wieś w Słowenii, w gminie Mirna. W 2018 roku liczyła 18 mieszkańców.